# Yuta Sato
Yuta Sato (佐藤 祐太 Satō Yūta?, Kanagawa, 13 de mayo de 1995) es un futbolista japonés que juega como centrocampista en el F. C. Ryukyu.

## Trayectoria
En 2018 se unió al YSCC Yokohama de la J3 League.

## Clubes
| Club                  | País  | Año       |
| --------------------- | ----- | --------- |
| YSCC Yokohama         | Japón | 2018-2021 |
| A. C. Nagano Parceiro | Japón | 2022-2023 |
| F. C. Ryukyu          | Japón | 2024-     |